# Fulakora lurilabes
Fulakora lurilabes es una especie de hormiga del género Fulakora, familia Formicidae. Fue descrita científicamente por Lattke en 1991.
Se distribuye por Argentina, Brasil, Colombia, Ecuador, Guayana Francesa, Guyana, Paraguay, Perú, Trinidad y Tobago y Venezuela. Se ha encontrado a elevaciones de hasta 1000 metros. Vive en microhábitats como rocas, piedras, nidos, la hojarasca y montículos.